# Космос-1557
Космос-1557 је један од преко 2400 совјетских вјештачких сателита лансираних у оквиру програма Космос.
Космос-1557 је лансиран са космодрома Плесецк, СССР, 22. маја 1984. Ракета-носач Сојуз је поставила сателит у орбиту око планете Земље. Маса сателита при лансирању је износила 6300 килограма. Космос-1557 је био осматрачки сателит.